# Morochoweć
Morochoweć (ukr. Мороховець) – wieś na Ukrainie, w obwodzie charkowskim, w rejonie charkowskim, w hromadzie Łypci. W 2001 liczyła 44 mieszkańców.